# Eusparassus cornipalpis
Eusparassus cornipalpis là một loài nhện trong họ Sparassidae.
Loài này thuộc chi Eusparassus. Eusparassus cornipalpis được Embrik Strand miêu tả năm 1906.